# Ludwig Christian Pezolt
Ludwig Christian Pezolt (* 2. April 1712 in Eisleben; † nach 1776) war ein deutscher Mediziner und Stadtphysicus von Nordhausen.

## Leben
Ludwig Christian Pezolt studierte bei Christian Gottfried Stentzel und Johann Friedrich Crell an der Universität Wittenberg Medizin und wurde 1738 promoviert. Anschließend wurde er zunächst Arzt und später Stadtphysicus in Nordhausen.
Pezolt war Mitglied der 1751 gegründeten Akademie der Wissenschaften zu Göttingen und Ehrenmitglied der herzoglichen Gesellschaft zu Jena.
Am 20. Juli 1752 wurde Ludwig Christian Pezolt mit dem akademischen Beinamen Chaereas II. als Mitglied (Matrikel-Nr. 576) in die Gelehrtenakademie Leopoldina aufgenommen.
1757 veröffentlichte Pezolt für die Leopoldina den umfangreichen Nachruf für Friedrich Christian Lesser.
Etwa ab dieser Zeit wirkte er anschließend als hochfürstl. schwarzburgischer Rat und Reisemedikus sowie als kaiserlicher Hofrat und Pfalzgraf.

## Schriften
- Medicvm Ab Iniqvis Ivdiciis Vindicatvrvs. Eichsfeld, Vitembergae 1738 Digitalisat
- Das Angenehme und Unangenehme bei Ausübung der Arznei-Wissenschaft suchte, als der Hochedle und Hocherfahrne Herr, Herr Traugott Gotthilf Voigtel, aus Eisleben der Heilungs-Gelehrsamkeit verdienter Candidat die höchste Würde in dieser Wissenschaft auf der berühmten hohen Schule zu Halle erhielt. Cöler, Nordhausen 1752 Digitalisat
- M. Eliae Franci Gymnasii Mansfeldensis Qvod Islebiae Floret Rectoris Per XLIV. Annos Svmme Dextri Ac Lavdabilite Meriti, Vita. Gross, Nordhausen 1754 Digitalisat
- Memoria Frider. Christiani Lesseri. In: Nova Acta physico-medica, Tomus 1, Appendix, 1757, S. 261–280 Digitalisat
- Meine Gedanken bey der bisherigen und noch fortdaurenden Hornviehseuche in den angränzenden Provinzen. Nordhausen 1776